# Cochlostoma stossichi
Cochlostoma stossichi is een slakkensoort uit de familie van de Megalomastomatidae. De wetenschappelijke naam van de soort is voor het eerst geldig gepubliceerd in 1881 door Hirc.